# Japigok

Itália az i. e. 4. században
Kelták
Etruszkok
Umberek
Római Köztársaság
Szamniszok
Japigok
Különböző dél-itáliai törzsek
Görögök
Karthágóiak

A japigok ókori nép tagjai voltak, akik Apuliában (a mai Olaszország Puglia tartományának Salento területén) éltek. Nemzeti önállóságukat egészen a Római Birodalom első korszakáig megőrizték, de később elgörögösödtek, majd elrómaiasodtak. Nyelvük, a messzáp nyelv az indoeurópai nyelvcsaládba tartozott, amiről több fennmaradt feliratuk tanúskodik. Hérodotosz és Sztrabón említi őket. Egyes római történészek salentinusoknak is nevezi őket.

## Törzseik
- daunuszok – a legészakibb törzs
- peucetiuszok – a középső törzs
- messzápok – a legdélebbi törzs